# Моє прекрасне життя
«Моє прекрасне життя» (тур. Şahane Hayatım) — турецький телесеріал 2023 року в жанрі драми, комедії та створений компанією Ay Yapım. У головних ролях — Хілаль Алтинбілек, Онур Туна, Їгіт Озшенер, Серкан Кескін, Несрін Джавадзаде, Сумру Явруджук. Перша серія вийшла в ефір 1 листопада 2023 року. Серіал має 1 сезон. Завершився 30-м епізодом, який вийшов у ефір 5 червня 2024 року.

## Сюжет
Шебнем зростала у дуже важких умовах, тяжко працюючи у рідному Ізмірі. Вона завжди мріяла досягти успіху і життя подарувало їй такий шанс. Змінивши зовнішність і переїхавши до Стамбулу, Шебнем вийшла заміж за одного з найвпливовіших чоловіків Туреччини. Двоє чудових дітей, великий маєток, повага елітного оточення та прекрасне життя, якому заздрить та за яким спостерігає вся країна. Але через багато років минуле наздоганяє її. Чи зможе Шебнем зберегти своє прекрасне життя та своїх дітей у важкій війні з минулим?

## Актори та персонажі
| Актор              | Роль                  |
| ------------------ | --------------------- |
| Хілаль Алтинбілек  | Шебнем Арда Озтюркмен |
| Онур Туна          | Месут Озтюркмен       |
| Їгіт Озшенер       | Онур Гюмюшчу          |
| Серкан Кескін      | Ніязі Адалі           |
| Несрін Джавадзаде  | Меліса Озсой          |
| Сумру Явруджук     | Айсель Гюмюшчу        |
| Ґьокче Еюбоглу     | Дідем Озджан          |
| Тимур Акар         | Село / Селахаттін     |
| Зейнеп Юдже        | Шебнем (молода)       |
| Зейнеп Ела Сентюрк | Едже Гюмюшчу          |
| Еге Дагашан        | Емре Гюмюшчу          |
| Дорук Налбантоглу  | Ізбандут              |
| Джем Услу          | Айдин                 |
| Еліф Куртаран      | Шебнем (дитина)       |
| Інджінур Дасдемір  | Мати Шебнем           |
| Седа Акман         | Арзу Кадіоглу         |
| Едже Услу          | Eджe                  |
| Джансель Ельчин    | Ахмет                 |
| Танер Румелі       | Фатіх Ходжа           |
| Нілгюн Белгюн      | Фірузе                |
| Джанер Топчу       | Демір                 |

## Сезони
| Сезон | Епізоди | Епізоди | Оригінальний показ | Оригінальний показ | Оригінальний показ |
| Сезон | Епізоди | Епізоди | Перший показ       | Останній показ     | Мережа             |
| ----- | ------- | ------- | ------------------ | ------------------ | ------------------ |
| 1     | 30      | 30      | 1 листопада 2023   | 5 червня 2024      | kanal NOW          |

## Рейтинги серій

### Сезон 1 (2023)
| Серія       | Рейтинг (TOTAL) | Рейтинг (AB) | Рейтинг (ABC1) |
| ----------- | --------------- | ------------ | -------------- |
| 1.          | 4.93            | 4.02         | 5.18           |
| 2.          | 5.23            | 4.54         | 5.38           |
| 3.          | 4.91            | 3,84         | 5.32           |
| 4.          | 5,97            | 5.27         | 6.46           |
| 5.          | 4.76            | 4.66         | 5.02           |
| 6.          | 4.57            | 3.82         | 4.32           |
| 7.          | 4.38            | 3.63         | 3.79           |
| 8.          | 3,97            | 2.49         | 3.32           |
| 9.          | 5.29            | 4.88         | 5.15           |
| 10.         | 5.37            | 4.90         | 5,11           |
| 11.         | 5,70            | 5,30         | 5,18           |
| 12.         | 5,32            | 5,37         | 4,94           |
| 13.         | 5,65            | 4,96         | 5,38           |
| 14.         | 5,54            | 5,09         | 4,99           |
| 15.         | 5,21            | 3,78         | 4,33           |
| 16.         | 5,23            | 4,08         | 4,67           |
| 17.         | 4,47            | 4,19         | 4,24           |
| 18.         | 4,53            | 3,63         | 4,02           |
| 19.         | 3,88            | 3,08         | 3,95           |
| 20.         | 4,20            | 4,01         | 3,80           |
| 21.         | 3,89            | 3,46         | 3,33           |
| 22.         | 3,35            | 2,44         | 2,93           |
| 23.         | 2,85            | 1,73         | 2,29           |
| 24.         | 2,97            | 3,00         | 2,69           |
| 25.         | 3,59            | 3,06         | 3,40           |
| 26.         | 3,21            | 2,73         | 2,67           |
| 27.         | 3,30            | 3,40         | 3,26           |
| 28.         | 3,21            | 2,58         | 2,62           |
| 29.         | 3,47            | 2,76         | 3,16           |
| 30. (фінал) | 3,22            | 2,81         | 2,99           |